# Judeja
Judeja (hebrejsko יהודה, latinizirano: Yəhuda, starogrško Ἰουδαία, latinizirano: Ioudaía, latinsko Ivdæa, arabsko يهودية, latinizirano: Yahudia) je svetopisemsko, rimsko in sodobno ime goratega južnega dela Izraela (hebrejsko ארץ ישראל, latinizirano: Eretz Yisrael). Pokrajina je od leta 1948 znana tudi kot  Zahodni breg.
Ime izvira iz novobabilonskega in perzijskega imena Yehud,  s katerim so poimenovali svetopisemsko pleme Juda (Yehudah) in njihovo Kraljestvo Juda, ki je po podatkih v Judovski enciklopediji obstajajo od leta 934 do 586 pr. n. št. Pokrajina se je med babilonsko, perzijsko, helenistično in  rimsko okupacijo imenovala Babilonska, Perzijska, Hasmonejska, Herodska oziroma Rimska Judeja. Po neuspeli Bar Kohbovi vstaji je zmagoviti cesar Hadrijan leta 135 regijo preimenoval in združil z rimsko provinco Sirijo v provinco Sirijo Palestino. Izraz Judeja kot geografski pojem je v 20. stoletju oživila izraelska vlada kot del imena upravne enote Judeja in Samarija, ki se danes običajno imenuje Zahodni breg.

## Etimologija
Ime Judea je grška in rimska  adaptacija imena pokrajine, ki je prvotno obsegala ozemlje plemena Izraelitov in kasneje  ozemlje starodavnega Kraljestva Juda. Prvi znani zapis imena Juda je na  Nimrudski ploščici K.3751 približno iz leta 733 pr. n. št., ki je v asirskem klinopisu zapisano kot Jaudaja ali KUR.ia-U-da-aa).
Ime Judeja se je včasih uporabljalo za celo regijo, vključno z deli na levem bregu reke Jordan. Leta 200 je Sekst Julij Afričan, ki se je skliceval na Evzebija Cezarejskega, zapisal, da je »Nazara (Nazaret) vas v Judeji«.
Jordanci imenujejo ozemlje Judeje in Samarije  ad-difa’a al-gharbiya, kar pomeni Zahodni breg. Izraelci jo imenujejo Yehuda, ker je že od leta 1967 pod njihovo okupacijo.

## Zgodovinske meje
Klasični rimski zgodovinar judovskega porekla Jožef Flavij piše:
V Samariji in Judeji je vas  Anuat, ki se imenuje tudi Borceos, in je hkrati severna meja Judeje. Južna meja Judeje, če se meri po dolžini, so vasi na meji z Arabijo. Tamkajšnji Judje jo imenujejo Jordanija. Če se jo meri po širini, se razteza od reke Jordan do Jope. Mesto Jeruzalem se nahaja v samem središču. Tisti, ki imajo dovolj modrosti, ga imenujejo Popek dežele. Judeja nikakor ni prikrajšana za užitke, ki priajajo iz morja, saj njeni obmorski kraji segajo do Ptolemaje. Razdeljena je bila na enajst delov, od katerih je bil najpomembnejši kraljevsko mesto Jeruzalem, ki je imelo kot glava na telesu oblast nad vsemi sosednjimi pokrajinami. Ker so bila vsa druga mesta podrejena Jeruzalemu, je mesto vladalo več njihovim toparhijam. Drugo od teh mest je bila Gofna, za njo Akrabata, za njima pa Tamna, Lida, Emavs, Pela, Idumeja, Engadi, Herodij in Jeriho, potem pa še Jamnija in Jopa. V Judejo so spadale tudi pokrajine Gamala, Golan, Bataneja in Ladžat, ki so bile tudi del Agripovega kraljestva. Slednje se je začelo na Libanonskem gorovju in izviru Jordana  in segalo po širini do Galilejskega jezera, po dolžini pa od vasi Arfa do Julije. Njeni prebivalci so bili mešanica Judov in Sircev. In tako sem na kratko, kolikor se je dalo,  opisal pokrajino Judejo in tiste, ki ležijo okoli nje.

## Geografija
Judeja je gorata in delno puščavska pokrajina. Je zelo razgibana, saj  najvišji vrhovi na jugu gorovja Hebron  30 km južno od Jeruzalema dosežejo nadmorsko višino 1020 m, in se proti vzhodu spustijo do 400 m pod morsko gladino. Zelo različna je tudi količina padavin. Na zahodnih gričih dosežejo 400-500 mm letno in se v osrednji Judeji zahodno od Jeruzalema povečajo na 600 mm. Vzhodno od Jeruzalema padejo nazaj na 400 mm in na skrajnem vzhodu v Judejski puščavi na samo 100 mm letno.  Podnebje je zato na zahodu sredozemsko, v osrednjem delu stepsko, na vzhodu pa puščavsko. 
Večja naselja so Jeruzalem, Betlehem, Kuljati Etzion, Jeriho in Hebron.
Geografsko je razdeljena na več regij: hribovje Hebron, Jeruzalemsko sedlo, hribovje Bethel in Judejsko puščavo vzhodno od Jeruzalema, ki se v več stopnjah spusti proti Mrtvemu morju. Hribi imajo značilno antiklinalno obliko in so bili nekoč gozdnati. V Svetem pismu piše, da so se na njih ukvarjali s kmetijstvom in ovčerejo. Drobnico še vedno pasejo nomadski pastirji, ki se pozimi zadržujejo v nižinah in se nato pomikajo proti vrhovom. Na pobočjih so še vedno vidne več stoletij stare podzidane terase. Obsežen del judejskega podeželja so po neuspelih judovskih uporih opustošili Rimljani.

## Zgodovina

### Zgodnja železna doba
Južni Levant je okoli leta 1020 pr. n. št. prišel pod oblast Izraelskega kraljestva in njegovih naslednikov, severni pa pod oblast Judejskega kraljestva. Severno kraljestvo je leta 720 pr. n. št. osvojilo Novoasirsko cesarstvo. Judejsko kraljestvo je ostalo uradno neodvisno, vendar je moralo po letu 715 pr. n. št. in celo prvo polovico 7. stoletja pr. n. št. Asircem plačevati davek. Med propadanjem Asirskega cesarstva po letu 640 pr. n. št. je ponovno postalo neodvisno, vendar je že leta 609 pr. n. št. ponovno prišlo pod tujo oblast in je moralo plačevati davke najprej Egipčanom in od leta  601 do 586 pr. n. št. Babiloncem. Leta 586 pr. n. št. so kraljestvo dokončno osvojili Babilonci. 
Judeja je bila središče dogajanj v več pripovedih v Tori, ki pravi, da so bili patriarhi Abraham, Izak in Jakob  pokopani v grobnici patriarhov v Hebronu.

### Perzijsko in helenistično obdobje
Babilonsko cesarstvo je leta 539 pr. n. št. osvojil perzijski vladar Kir Veliki. Judeja je ostala pod perzijsko oblastjo do prihoda Aleksandra Velikega leta 539 pr. n. št.. Po njegovi smrti je pripadla helenističnemu Selevkidskemu cesarstvu. Po uporu Jude Makabejca se je osamosvojila pod hasmonejskimi kralji, ki so ji vladali več kot sto let.

### Rimska zasedba
Judejo so v 1. stoletju pr. n. št. zasedli Rimljani in je izgubila svojo neodvisnost. Sprva je bila od Rima odvisno kraljestvo, potem pa rimska provinca. 
Rimljani so se ponovno vmešali v dogajanja v Judeji proti koncu tretje mitridatske vojne leta 63 pr. n. št., ko je prokonzul Pompej Veliki poskusil zavarovati rimsko zaledje. Kraljica Saloma Aleksandra je malo pred tem umrla in med njenima sinovoma Hirkanom II. in Aristobulom II. je izbruhnila državljanska vojna, v kateri je zmagal Aristobul. Pompeju je bil ljubši Hirkan, ker je bil šibkejši in zato bolj zanesljiv rimski zaveznik, zato je Aristobula po vdaji negove vojske odstavil in odpeljal v Rim in na njegovo mesto postavil Hirkana. Leta 40 pr. n. št. se je Aristobulov sin Antigon II. Matatija s podporo Partov razglasil za kralja in visokega svečenika,  aretiral in pohabil Hirkana in mu za vedno odvzel svečeništvo. Kmalu po prevzemu oblasti se je uprl Rimljanom, ki so ga leta 37 pr. n. št. porazili in ubili.
Politična oblast v Judeji je prešla na Herodovo rodbino, ki je vladala pod rimsko nadoblastjo. Leta 6 n. št. je pokrajina prešla pod neposredno rimsko oblast kot južni del province Judeje.  Judovsko prebivalstvo se je leta 66 uprlo, kar je imelo za posledico uničenje Jeruzalema leta 70 in poboja in zasužnjenja velikega dela prebivalstva.

### Bar Kohbova vstaja
Leta 132 se je judovsko prebivalstvo ponovno uprlo pod vodstvom Simona Bar Kohba in ustanovilo zadnje izraelsko kraljestvo. Po treh letih vojne so Rimljanji z velikimi človeškimi izgubami in stroški dokončno porazili Jude. 
Rimski cesar Hadrijan se je po vojni odločil, da bo za vedno izbrisal identiteto Izraela in Judeje in je pokrajino, ki se je do takrat imenovala Rimska Judeja, preimenoval v Palestinsko Sirijo. Istočasno je Jeruzalem preimenoval v Aelio Capitolino. Rimljani so mnogo Judov pobili, še več pa so jih prodali v suženjstvo. Veliko se jih je tudi izselilo, vendar niso nikoli povsem zapustili Judeje in so tam ostali pomembna, včasih tudi preganjana manjšina.

## Časovnica
- 11. stoletje pr. n. št.–930 pr. n. št. —  del Izraelskega kraljestva
- 930 pr. n. št.– 586 pr. n. št. — Judejsko kraljestvo
- 586 pr. n. št.–539 pr. n. št. — Babilonsko cesarstvo
- 539 pr. n. št.–332 pr. n. št. — Perzijsko cesarstvo
- 332 pr. n. št.–305 pr. n. št. — Makedonsko cesarstvo Aleksandra Velikega
- 305 pr. n. št.–198 pr. n. št. — Ptolemajci
- 198 pr. n. št.–141 pr. n. št. — Selevkidi
- 141 pr. n. št.–37 pr. n. št. — hasmonejska država, ki so jo ustanovili Makabejci, po letu 63 n. št. pod rimsko nadoblastjo
- 63 pr. n. št.– Pompejeva osvojitev Jeruzalema
- 37 pr. n. št.–132 n. št. — Herodova dinastija, ki vlada pod rimsko nadoblastjo: Herod Veliki (37 pr. n. št.–6 n. št.), Herod Agripa I. (41–44) in Herod Agripa II. (48–100); v vmesnih obdobjih (6–41, 44–132) je bila Judeja pod ne posredno rimsko oblastjo
- 6 – Kvirinov popis prebivalstva
- 26–36 – Judejo upravlja prefekt Poncij Pilat, ki obsodi Jezusa na smrt
- 66–73 – prva judovsko-rimska vojna, v kateri je bil leta 70 uničen Drugi jeruzalemski tempelj
- 115–117 — Kitosova vojna
- 132–135 — Bar Kohbova vstaja
- 135 — cesar Hadrijan Judejo preimenuje v Palestinsko Sirijo